# Rock Creek
Le Rock Creek est un cours d'eau américain qui s'écoule dans le Maryland et à Washington. Cet affluent du fleuve Potomac mesure 52,5 kilomètres de long.